# Tuomo Ruutu
Tuomo Ruutu (Vantaa, 16. veljače 1983.) finski je profesionalni hokejaš na ledu. Ljevoruki je napadač i igra na poziciji lijevog krila. Trenutačno nastupa u National Hockey League (NHL) momčadi Carolina Hurricanes. Tuomo Ruutu ima dva brata, starijeg brata Jarkka i mlađeg Mikku. Jarkko igra u NHL-u za Ottawu, dok je Mikka odlučio prekinuti svoju igračku karijeru. 

## National Hockey League

### Chicago Blackhawks
Chicago Blackhawksi su Ruutua draftirali 2001. kao ukupno deveti izbor drafta. Prije dolaska u National Hockey League (NHL) igrao je u finskoj SM-liigi za HIFK i Jokerit. U Sjevrenu Ameriku otišao je 2003. i imao iznimno uspješnu rookie sezonu postigavši 23 pogotka uz 21 asistenciju. Štrajk igrača (eng. lock-outa) u sezoni 2004./05. i ozljede ramena koju je zadobio tijekom nastupanja za finsku reprezentaciju na održanom Svjetskom kupu 2004. morao je na operaciju i 4-mjesečnu rehabilitaciju. To je za njega bio veliki udarac jer mu je uništilo kompletnu sezonu. Nakon jednogodišnje pauze u NHL-u i njegovog potpunog oporavka Ruutu je odigrao svih 82 utakmice nove sezone (2006./07.), ali to nije bio isti Ruutu iz njegove rookie sezone. I sezonu kasnije (2007./08.) bilježio je slabiji statistički učinak, a kao rezultat toga, 26. veljače 2008. Blackhawksi su ga mijenjali u Carolinu za krilo Andrewa Ladda. Ruutu je u posljednjoj sezoni za Blackhawkse do razmjene postigao 6 pogodaka i osvojio 21 bod u 60 utakmica. Ukupno je za Chicago postigao 48 pogodaka i imao 108 bodova u 228 utakmica. 

### Carolina Hurricanes
Dolaskom u Carolinu Ruutu je doslovno proigrao i podsjetio na početke u NHL-u. Sezona 2008./09. bila mu je najbolja dosadašnja sezona te je postavio rekorde karijere u pogodcima (26), asistencijama (28) i bodovima (54). Bio je drugi strijelac i treći po bodovnom učinku igrača Caroline, te je dobio nagradu Good Guy Award za dobru suradnju s lokalnim medijima. U srpnju 2009. zbog odličnih igara tijekom prošle sezone Hurricanesi su ga nagradili novim 3-godišnjim ugovorom vrijednim 11.4 milijuna dolara. U prvoj sezoni ugovora zaradit će 3 milijuna, sezonu kasnije milijun više, dok će u posljednjoj sezoni ugovora zaraditi 4,4 milijuna dolara.
Uvršten je na popis Finske za ZOI 2010., i s njome osvojio brončanu medalju u susretu protiv Slovačke.

## Statistika karijere

### Klupska statistika
| 1999./00.        | HIFK                | SM-l             | 1   | 0  | 0  | 0   | 2   | —  | — | — | — | —  |
| 2000./01.        | Jokerit             | SM-l             | 47  | 11 | 11 | 22  | 94  | 5  | 0 | 0 | 0 | 4  |
| 2001./02.        | Jokerit             | SM-l             | 51  | 7  | 16 | 23  | 69  | 10 | 0 | 6 | 6 | 29 |
| 2002./03.        | HIFK                | SM-l             | 30  | 12 | 15 | 27  | 24  | —  | — | — | — | —  |
| 2003./04.        | Chicago Blackhawks  | NHL              | 82  | 23 | 21 | 44  | 58  | —  | — | — | — | —  |
| 2005./06.        | Chicago Blackhawks  | NHL              | 15  | 2  | 3  | 5   | 31  | —  | — | — | — | —  |
| 2006./07.        | Chicago Blackhawks  | NHL              | 71  | 17 | 21 | 38  | 95  | —  | — | — | — | —  |
| 2007./08.        | Chicago Blackhawks  | NHL              | 60  | 6  | 15 | 21  | 75  | —  | — | — | — | —  |
| 2007./08.        | Carolina Hurricanes | NHL              | 17  | 4  | 7  | 11  | 16  | —  | — | — | — | —  |
| 2008./09.        | Carolina Hurricanes | NHL              | 79  | 26 | 28 | 54  | 79  | 16 | 1 | 3 | 4 | 8  |
| Sveukupno - SM-l | Sveukupno - SM-l    | Sveukupno - SM-l | 129 | 30 | 42 | 72  | 189 | 15 | 0 | 6 | 6 | 33 |
| Sveukupno - NHL  | Sveukupno - NHL     | Sveukupno - NHL  | 324 | 78 | 95 | 173 | 354 | 16 | 1 | 3 | 4 | 8  |

### Reprezentacija
| Godina              | Reprezentacija      | Natjecanje          |    | OU | G | A  | Bod | KM |
| ------------------- | ------------------- | ------------------- | -- | -- | - | -- | --- | -- |
| 2004.               | Finska              | SK                  | 6  | 1  | 2 | 3  | 4   |    |
| 2006.               | Finska              | SP                  | 9  | 0  | 0 | 0  | 49  |    |
| 2007.               | Finska              | SP                  | 8  | 3  | 3 | 6  | 20  |    |
| 2008.               | Finska              | SP                  | 9  | 4  | 2 | 6  | 8   |    |
| Sveukupno - Seniori | Sveukupno - Seniori | Sveukupno - Seniori | 26 | 7  | 5 | 12 | 77  |    |

## Vanjske poveznice
- Profil na The Internet Hockey Database
- Profil na Legends of Hockey.net